# Carlos Enrique Bayo
Carlos Enrique Bayo Falcón (n. 1956 en Barcelona) es un periodista y escritor español, que se ha desempeñado como directivo de varios periódicos y como corresponsal en el extranjero.

## Biografía
Carlos Enrique Bayo Falcón nació en Barcelona en 1956.
Fue corresponsal en Moscú (1986-1992) y Washington (1992-1996), corresponsal de guerra en Indochina, Afganistán, Oriente Medio y el Cáucaso, y enviado especial a decenas de acontecimientos, desde cumbres de superpotencias a terremotos, incluidas las catástrofes de Bhopal (India, 1984) y Chernóbil (URSS, 1986), para medios como El Periódico de Catalunya, El País, Diario16 y Cambio16 o la Agencia EFE. Ha sido responsable de internacional en cinco periódicos distintos, subdirector del Diario de Sevilla y de La Voz de Asturias, director adjunto de ADN, director de publicaciones del Grupo Joly y director del diario Público desde 2012 hasta 2016 donde es actualmente Jefe de Investigación. También dirigió Investigación política en Diario16 en 1996-97.
En 2016, publicó una exclusiva referente a la supuesta conspiración de Jorge Fernández Díaz, a la sazón ministro del Interior, con el jefe de la Oficina Antifraude de Cataluña. Del mismo modo, publicó en 2019 una serie de exclusivas acerca de las relaciones entre el imán de Ripoll y el Centro Nacional de Inteligencia.

## Libros
- La resistencia libertaria (1978) de Cipriano Damiano, como colaborador.
- Los grandes hechos del siglo XX nº 49: La guerra de Vietnam (1982)
- Así no se puede vivir: antología del disparate soviético (1992)
- Las cinco vidas de Lidia Falcón (2015) como colaborador
- Toda la verdad (y todas las mentiras) de la guerra de Irak (2018)
- Villarejo. El poder de los secretos (2023)